# Plzeň 5-Křimice
Plzeň 5-Křimice je městský obvod na západě statutárního města Plzně v okrese Plzeň-město v Plzeňském kraji. Městský obvod tvoří téměř celé katastrální území historické obce Křimice a nepatrný jihozápadní výběžek katastru historické obce Radčice u Plzně. Obvodem protéká řeka Mže.

## Historie
První písemná zmínka o Křimicích pochází z roku 1251. Od roku 1448 do bitvy na Bílé hoře zde panuje rod Točníků. Poté patří pánům z Vrtby. V obci zanikl místní národní výbor a až do roku 1991 byly Křimice součástí městského obvodu Plzeň 3. Dnes mají Křimice stále charakter spíše vesnický. Ke stavebnímu splynutí se souvislou plzeňskou zástavbou dosud ještě nedošlo.

## Obyvatelstvo
| Rok            | 1869 | 1880 | 1890 | 1900  | 1910  | 1921  | 1930  | 1950  | 1961  | 1970  | 1980  | 1991  | 2001  | 2011  | 2021  |
| -------------- | ---- | ---- | ---- | ----- | ----- | ----- | ----- | ----- | ----- | ----- | ----- | ----- | ----- | ----- | ----- |
| Počet obyvatel | 871  | 872  | 930  | 1 265 | 1 449 | 1 404 | 1 691 | 1 328 | 1 346 | 1 273 | 1 355 | 1 320 | 1 527 | 1 850 | 2 429 |
| Počet domů     | 77   | 85   | 86   | 99    | 100   | 105   | 169   | 226   | 272   | 258   | 292   | 321   | 348   | 409   | 529   |

## Obecní správa
Při sčítání lidu v letech 1869–1976 Křimice byly samostatnou obcí, se kterým patřily nejprve do okresu Plzeň, ale v roce 1950 v okrese Plzeň-okolí a v letech 1960–1976 v okrese Plzeň-sever. Součástí Plzně se stal 30. dubna 1976. V letech 1961–1966 k obci patřil Vochov.

## Hospodářství a doprava

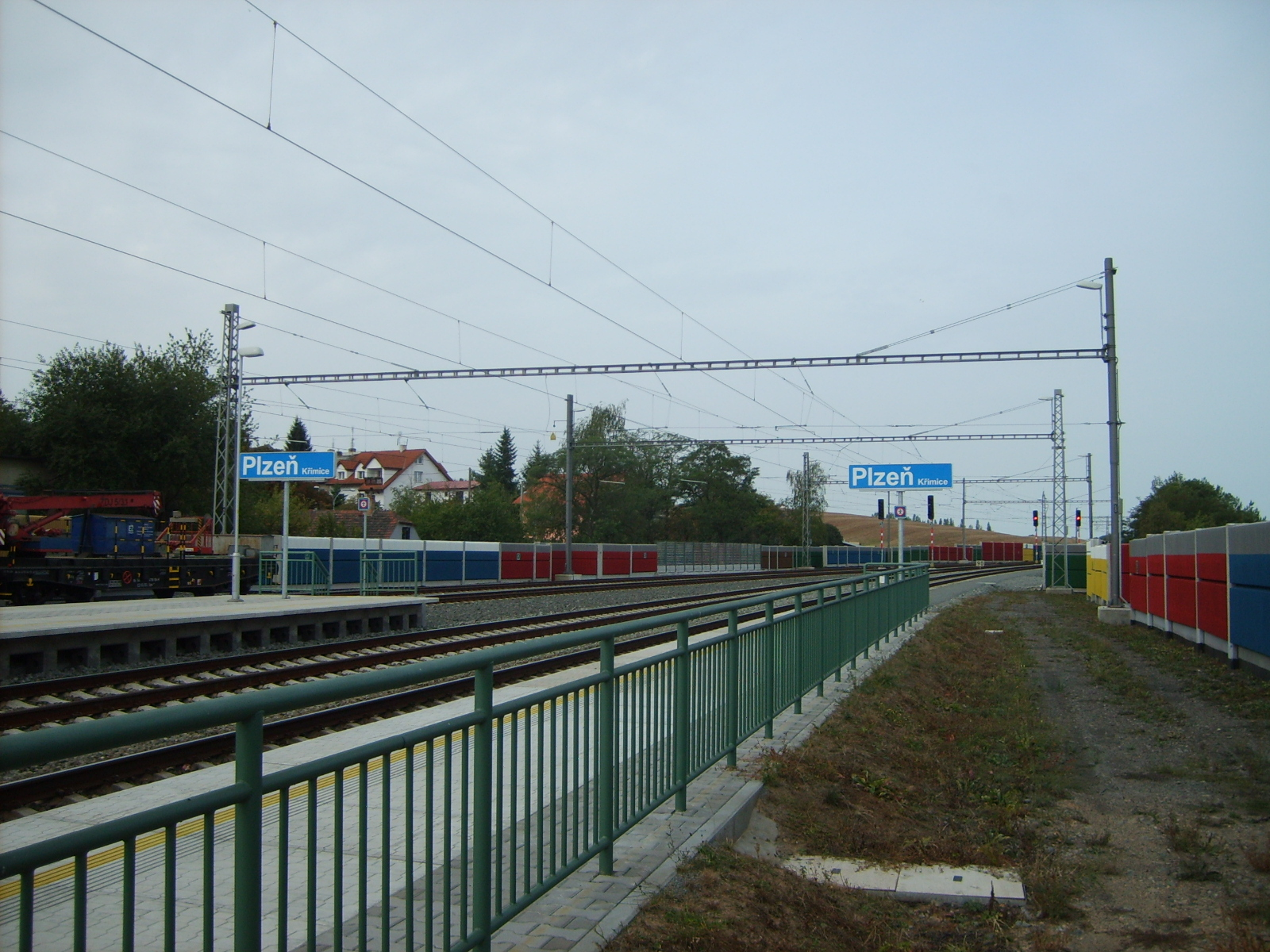
Železniční stanice Plzeň-Křimice na trati Plzeň–Cheb

Východně od obce, směrem k centru Plzně (na Chebské ulici) najdeme významnou rozvodnu Západočeské energetiky (součást ČEZ) a blíže k Plzni se nachází obchodně-průmyslová zóna.
Křimice leží na silnici II/605, která byla až do otevření dálnice D5 v roce 1997 hlavní silnicí z Plzně na hraniční přechod Rozvadov. Po otevření dálnice se doprava v obci výrazně odlehčila. Křimicemi prochází také hlavní železniční trať č. 178 Plzeň–Cheb, která má v obci stanici. Městskou hromadnou dopravu do centra zajišťují autobusové linky 24 (Bory-Zadní Skvrňany-Bolevec), 25 (Bory-Zadní Skvrňany-Bolevec) a 41 (Křimice-CAN-Vinice) a trolejbusová linka 11 (Křimice-Radčice-CAN-Ústřední hřbitov), kterou obsluhují trolejbusy na alternativní pohon.

## Pamětihodnosti
Nejvýznamnější památkou obvodu je křimický zámek vystavěný na místě původní tvrze v roce 1732. Objekt je nyní zpět v majetku rodiny Lobkowiczů, ale je ve značně dezolátním stavu. Zámecký park je přístupný veřejnosti a pravidelně se v něm pořádají Zámecké slavnosti. Jako kulturní památka České republiky evidovaná v Ústředním seznamu kulturních památek České republiky pod rejstříkovým číslem 50551/4-5218 se dochovala budova bednárny pro zámecký pivovar.

## Místní vybavenost
Z hlediska občanské vybavenosti je v Křimicích základní škola (pouze první stupeň) a mateřská škola. Střední školství reprezentuje Střední dopravní škola a odborné učiliště a v budově bývalé základní školy se dnes nachází Soukromá umělecká škola Zámeček. Je zde také pošta, místní knihovna a několik restaurací a penzionů.

## Sport
Působí zde fotbalový klub  FC Křimice, který v sezóně 2011–2012 spadl po dlouhé době z 1. A třídy, jelikož skončil na posledním místě. Následující sezónu tedy 2012–2013 svěřenci Ladislava Grena hrající 1. B třídu postupně vyhráli většinu důležitých utkání a z druhého místa postoupili zpět do 1. A třídy. Klub má také přípravku, žáky a dorost, dvě přírodní trávy a jednu malou umělou trávu.